# Hădărăuți, Ocnița
Hădărăuți este un sat din raionul Ocnița. Este situat în nordul Republicii Moldova, la 245 km nord de Chișinău și la 120 km est de Cernăuți, pe șoseaua Soroca – Cernăuți.

### Etimologie
Originea toponimului Hădărăuți nu e clară. De-a lungul anilor, denumirea localității a cunoscut câteva variante: Hodorouți, Hodărăuți, Hodorăuți. Terminația „-uți” este specifică pentru forma românească a denumirii multor localități din Bucovina și nordul Basarabiei. În limbile slave răsăritene, terminația „-uți" se transformă în "-ovțî", „-auți” sau „-ivți”. Într-un studiu realizat în anul 1984, Oleg Serebrian, pe atunci elev al școlii din localitate, exprima părerea că denumirea ar avea origini slave și ar proveni de la cuvântul est-slav „ходор” [hodor] (drumeț). În favoarea acestei ipoteze, el aducea ca argument și prezența acestui toponim, în versiune slavă, în Ucraina (Hodorivți, regiunea Hmelnițki) și în Belarus (Hodarauți, regiunea Brest).

## Geografie
Satul are suprafața totală de 34,46 km², dintre care vatra satului ocupă 3,3 km².
Satul se învecinează la nord cu regiunea Cernăuți din Ucraina, fiind amplasată într-o zonă de silvostepă, în nord-estul Podișului Basarabiei de Nord (altitudinea maximală pe teritoriul comunei este de 292 m – dealul Calinovschi, situat la confluența hotarelor comunelor Hădărăuți, Clocușna și Mendicăuți). Localitatea propriu-zisă e așezată pe un platou cu altitudini ce variază între 244 și 280 m, numărându-se printre cele mai „înalte” localități din Republica Moldova. Teritoriul comunei este întretăiat de râul Racovăț, un afluent de stînga al Prutului.

### Localități vecine
- Corestăuți, raionul Ocnița
- Cepeleuți, raionul Edineț
- Mihălășeni, raionul Ocnița
- Ocnița (sat), raionul Ocnița
- Clocușna, raionul Ocnița
- Mendicăuți, raionul Secureni (regiunea Cernăuți, Ucraina)

## Istorie

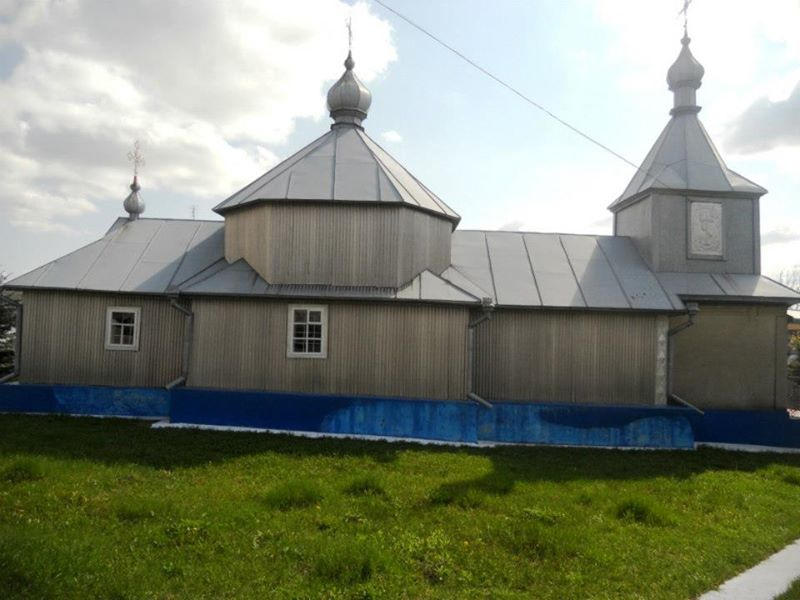
Vechea biserică din sat (1807), monument ocrotit de stat.

Localitatea este una dintre cele mai vechi așezări din Basarabia, fiind menționat documentar într-un hrisov fără o data exactă, emis mai degrabă în ultima parte a domniei lui Alexandru cel Bun:
„6930 <1422> - 6939 <1431>

Hodorocinții și Gvozdăuții, moșii întregi, cu ispisoc din 6950 de la bătrânul domn Alexandru voievod, prin care au miluit pe Ivașcu Vladicicu și frații lui, Petrea, și Iurașcu, și Dancul, și nepotul lor, Milea, cu aceste două sate pe Vilie, după hotarele lor împregiur arătate în semne.”
Într-un hrisov domnesc datat cu 30 septembrie 1503 este consemnat că voievodul Ștefan cel Mare oferea moșia Hădărăuți boierului Dancu Buceațchi. Până în 1711 a făcut parte din Ținutul Hotinului al Voievodatului Moldovei, iar între 1711 și 1812 din raiaua Hotinului din cadrul Imperiului otoman. Între 1812 și 1918 a făcut parte din județul Hotin al guberniei Basarabia din Imperiul țarist. Între 1918 și 1940, în perioada administrației românești în Basarabia, a avut statut de comună în plasa Secureni, județul Hotin. După ocuparea Basarabiei de către trupele sovietice (iunie 1940), mulți locuitori ai comunei s-au refugiat în România. În perioada 2 august - 4 noiembrie 1940 s-a aflat în componența regiunii Cernăuți din RSS Ucraineană, apoi, din noiembrie 1940, în componența raionului Ocnița din RSS Moldovenească. În iunie 1941 - martie 1944 revine temporar sub administrație românească, fiind încorporat în Guvernământul Bucovinei. La 25 martie 1944, în cadrul operației Uman-Botoșani a Armatei Sovietice, localitatea este preluată sub controlul trupelor sovietice, redevenind parte componentă a RSS Moldovenești.

### Vestigii istorice și arhitectonice
La Hădărăuți există două biserici ortodoxe - Biserica veche, ridicată din lemn la sfârșitul sec. 18 - începutul sec. 19, și Biserica nouă (sec. al XX-lea), unul din cele mai mari edificii de cult din Basarabia, construită după un proiect bazat pe cel al bisericii "Nașterea Sf. Ioan Botezătorul" din localitatea bucovineană Crasna, precum și un parc realizat la începutul secolului trecut, în care se află și fostul conac al familiei Plawsky, transformat ulterior în Cămin Cultural. În apropierea satului, pe valea rîului Racovăț, se află necropola eneolitică „Movila lui Balan”.

## Populație
Populația satului este (conform datelor din 2014) de 1.848 de locuitori. Majoritatea absolută (peste 98 %) sunt români/moldoveni. Până în 1941, la Hădărăuți exista și o mică comunitate evreiască. La începutul secolului trecut în localitate s-au instalat și câteva familii de polonezi (Pankiewicz, Bedrychowski, Zatuszewski ș.a.), invitați de moșierul Plawsky, el însuși polonez de origine.
În plan confesional majoritatea sunt creștini-ortodocși, dar există și mulți neoprotestanți (baptiști-evangheliști).
La recensământul românesc din 1930, la Hădărăuți erau 3.240 de locuitori. În vara anului 1941, comunitatea evreiască din Hădărăuți a fost integral decimată. În 1949, în perioada așa-numitului proces de colectivizare, multe familii din Hădărăuți au fost deportate în Siberia. În total în perioada iunie 1940 - iulie 1949 localitatea a pierdut aproape o mie de locuitori (refugiați în România, morți în timpul războiului sau din cauza foametei din 1946-1947, exilați în Siberia). La 1 august 1949, populația satului era de numai 2.546 locuitori.

## Administrație și politică
Componența Consiliului local Hădărăuți (9 consilieri), ales la 5 noiembrie 2023, este următoarea:
|  | Partid                                       | Consilieri | Componență | Componență | Componență |
|  | -------------------------------------------- | ---------- | ---------- | ---------- | ---------- |
|  | Partidul Social Democrat European            | 3          |            |            |            |
|  | Partidul „Renaștere”                         | 2          |            |            |            |
|  | Partidul Socialiștilor din Republica Moldova | 2          |            |            |            |
|  | Partidul Acțiune și Solidaritate             | 1          |            |            |            |
|  | Candidat independent OLEG MÎRZA              | 1          |            |            |            |

### Primari
- Andrei Alexa (1972-1977)
- Arcadie Bacical (1977-1987)
- Dumitru Serebrian (1987-1991)
- Ion Rusnac (1991-2011)
- Iurie Lupu (ales la 19 iunie 2011 din partea Partidului Liberal Democrat din Moldova, reales în funcție în 2015 și 2019)

## Galerie de imagini
Biserica nouă cu hramul „Înălțarea Domnului” din localitate, monument ocrotit de stat.

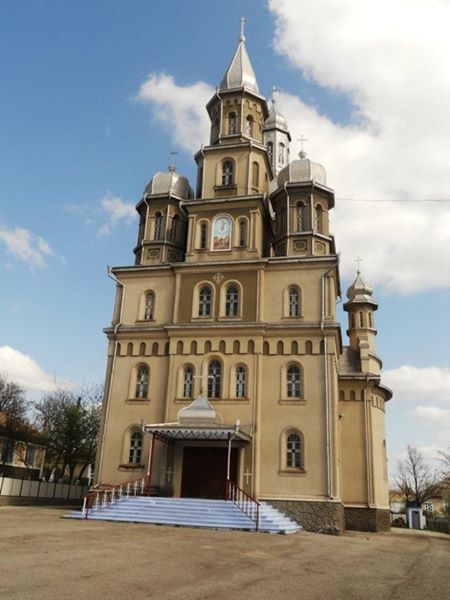
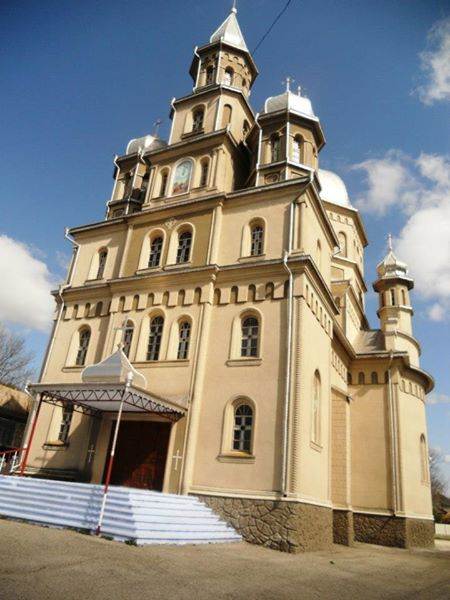
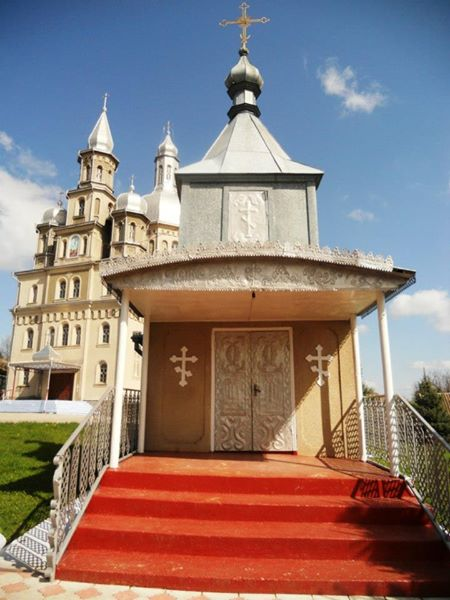
Vechiul lăcaș lângă cel nou.

## Personalități originare din Hădărăuți
- Iurie Burlacu (n. 1966), pictor, membru al Uniunii Artiștilor Plastici din Republica Moldova
- Anatol Cebuc (n. 1972), diplomat, ambasadorul Republicii Moldova în Republica Bulgaria (2020 - 2024)
- Ion Ciubuc (1943-2018), politician, prim-ministru al Republicii Moldova în perioada 1997-1999
- Nicolae Proca (n. 1949), deputat în Parlamentul Republicii Moldova (1990-1994), unul din semnatarii Declarației de Independență a Republicii Moldova
- Agripina Sangheli, soția lui Andrei Sangheli, prim-ministru al Republicii Moldova în perioada 1992-1997
- Aliona Serbulenco (n. 1968), doctor în medicină, secretar de stat la Ministerul Sănătății, Muncii și Protecției Sociale în perioada 2015-2019
- Oleg Serebrian (n. 1969), politician, diplomat, politolog și scriitor. Viceprim-ministru al Republicii Moldova (2022 - 2025), ambasadorul Republicii Moldova în Republica Turcia (din 30 iunie 2025).
- Vitalie Tonu (1955-2004), doctor în medicină, Om Emerit al Republicii Moldova